# Hypamblys conformis
Hypamblys conformis är en stekelart som först beskrevs av Walley 1933.  Hypamblys conformis ingår i släktet Hypamblys och familjen brokparasitsteklar. Inga underarter finns listade i Catalogue of Life.